# Brian Goodell
Brian Stuart Goodell (Stockton (Californië), 2 april 1959) is een voormalig topzwemmer uit de Verenigde Staten, die zijn internationale topjaar beleefde in 1976.

## Biografie
In dat jaar verbeterde de lange-afstandspecialist op de vrije slag het wereldrecord op zowel de 400 meter vrije slag als op de 1500 meter vrije slag bij de Amerikaanse trials voor de Olympische Spelen in Montreal. Eenmaal in Canada scherpte hij beide toptijden opnieuw aan, waarbij hij vooral indruk maakte op de 1500 vrij door de laatste 100 meter af te leggen in een verbazingwekkende snelle 57,73 seconden. Het wereldrecord op de 'marathon onder de zwemnummers' werd hem in 1980 afgenomen door Vladimir Salnikov.
Goodell bezocht ten tijde van zijn zwemcarrière de Mission Viejo High School en domineerde de lange afstanden bij de Amerikaanse studentenkampioenschappen (NCAA). Hij won in totaal negen NCAA-titels in de periode 1978-1980. Zijn tragiek was, zoals die van vele collega-topsporters uit Amerika rond die tijd, dat hij als gevolg van de boycot van de Olympische Spelen van Moskou (1980)  uitgesloten was van competitie, op het moment dat hij in de vorm van zijn leven stak.
Goodell werd in 1986 opgenomen in de International Swimming Hall of Fame.

## Persoonlijke records
Langebaan
| Afstand          | Tijd     | Datum        | Plaats   |
| ---------------- | -------- | ------------ | -------- |
| 0400m vrije slag | 3.51,93  | 22 juli 1976 | Montreal |
| 1500m vrije slag | 15.02,40 | 20 juli 1976 | Montreal |